# Tammy Ogston
Tammy Ogston (Brisbane, Queensland, 1970. július 26. –) ausztrál nemzetközi női labdarúgó-játékvezető.

## Pályafutása
A labdarúgó játékot 14 évesen kezdte művelni, majd 9 évvel később a játékvezetés felé fordult. Játékvezetésből 1993-ban Brisbaneben vizsgázott. A Brisbane labdarúgó-szövetség által rendezett bajnokságban kezdte szolgálatát, majd a queenslandi ligában volt játékvezető. Az FFA Játékvezető Bizottságának (JB) minősítésével 1993-tól W-League játékvezetője. Küldési gyakorlat szerint rendszeres 4. bírói szolgálatot is végzett. A nemzeti női labdarúgó bajnokságban kiemelkedően foglalkoztatott bíró. A nemzeti játékvezetéstől 2008-ban visszavonult.
Az Ausztrál labdarúgó-szövetség JB terjesztette fel nemzetközi játékvezetőnek, a Nemzetközi Labdarúgó-szövetség (FIFA) 1997-től tartotta nyilván női bírói keretében. A FIFA JB központi nyelvei közül a angolt beszéli. Több nemzetek közötti válogatott (Női labdarúgó-világbajnokság, Olimpiai játékok, Algarve-kupa), valamint klubmérkőzést vezetett, vagy működő társának 4. bíróként segített. A nemzetközi játékvezetéstől 2008-ban búcsúzott.
A 2006-os U20-as női labdarúgó-világbajnokságon a FIFA JB bíróként alkalmazta.
| Időpont             | Helyszín                    | Mérkőzés típusa              | Mérkőzés                                      | Eredmény | Nézők száma |
| ------------------- | --------------------------- | ---------------------------- | --------------------------------------------- | -------- | ----------- |
| 2006. augusztus 18. | Dinamo Stadion, Moszkva     | csoportmérkőzés (C. csoport) | Svájc–Mexikó                                  | 2 – 4    | 3500        |
| 2006. augusztus 21. | Torpedo Stadion, Moszkva    | csoportmérkőzés (D. csoport) | Kongói Demokratikus Köztársaság–Franciaország | 0 – 1    | 130         |
| 2006. augusztus 31. | Lokomotyiv Stadion, Moszkva | egyik elődöntő               | Kína–Egyesült Államok                         | 0 – 0    | 1000        |

Az 1999-es női labdarúgó-világbajnokságon, a 2003-as női labdarúgó-világbajnokságon, valamint a 2007-es női labdarúgó-világbajnokságon a FIFA JB bíróként foglalkoztatta. 2007-ben ő lett az első ausztrál és nemzetközi játékvezető, aki a nyitómérkőzést, a záró találkozót és a döntőt is vezethette. Sir Stanley Rous:"Már az a játékvezető is megtisztelve érezheti magát, aki a nagy világverseny első mérkőzését dirigálhatja. Egy nagy színjáték prológusaként irányt szabhat a többi kollégájának" A második női játékvezető a világon, aki három világbajnokságon való részvétellel 9 mérkőzést vezethetett, amiből egy alkalommal a döntőt. Rajta kívül Sonia Denoncourt három világbajnokságon, Kari Seitz 4 világbajnokságon vezethetett 9 mérkőzést. Világbajnokságon vezetett mérkőzéseinek száma: 9.
| Időpont              | Helyszín                                      | Mérkőzés típusa              | Mérkőzés                                                             | Eredmény | Nézők száma |
| -------------------- | --------------------------------------------- | ---------------------------- | -------------------------------------------------------------------- | -------- | ----------- |
| 1999. június 23.     | FedEx Field Stadion, Landover                 | csoportmérkőzés (C. csoport) | Norvégia–Kanada                                                      | 7 – 1    | 16 448      |
| 2003. szeptember 21. | RFK Stadion, Washington                       | csoportmérkőzés (B. csoport) | Brazília–Dél-Korea                                                   | 3 – 0    | 33 411      |
| 2003. szeptember 25. | Lincoln Financial Field Stadion, Philadelphia | csoportmérkőzés (A. csoport) | Svédország–Észak-Korea                                               | 1 – 0    | 31 553      |
| 2003. szeptember 27. | Gillette Stadion, Boston                      | csoportmérkőzés (B. csoport) | Dél-koreai női labdarúgó-válogatott–Norvég női labdarúgó-válogatott  | 1 – 7    | 14 356      |
| 2003. október 11.    | The Home Depot Center Stadion, Carson         | bronzmérkőzés                | Egyesült Államok–Kanadai női labdarúgó-válogatott                    | 3 – 1    | 25 253      |
| 2007. szeptember 10. | Hongkou Football Stadion, Sanghaj             | csoportmérkőzés (A. csoport) | Németország–Argentína                                                | 11 – 0   | 28 098      |
| 2007. szeptember 14. | Városi Sport Stadion, Csengtu                 | csoportmérkőzés (B. csoport) | Észak-koreai női labdarúgó-válogatott–Nigéria                        | 2 – 0    | 3560        |
| 2007. szeptember 22. | Wuhan Sports Stadion, Vuhan                   | csoportmérkőzés (A. csoport) | Német női labdarúgó-válogatott–Észak-koreai női labdarúgó-válogatott | 3 – 0    | 37 200      |
| 2007. szeptember 30. | Hongkou Football Stadion, Sanghaj             | döntő                        | Német női labdarúgó-válogatott–Brazil női labdarúgó-válogatott       | 2 – 0    | 31 000      |

A 2000. évi nyári olimpiai játékok női labdarúgó tornáján a FIFA JB bírói szolgálatra alkalmazta.
| Időpont              | Helyszín                | Mérkőzés típusa              | Mérkőzés                                                          | Eredmény | Nézők száma |
| -------------------- | ----------------------- | ---------------------------- | ----------------------------------------------------------------- | -------- | ----------- |
| 2000. szeptember 17. | Bruce Stadion, Canberra | csoportmérkőzés (F. csoport) | Norvég női labdarúgó-válogatott–Nigériai női labdarúgó-válogatott | 3 – 1    | 9150        |

A 2006-os Algarve-kupa labdarúgó tornán a FIFA JB bíróként foglalkoztatta. A torna a 2007-es  női labdarúgó-világbajnokság főpróbája volt.
| Időpont           | Helyszín                    | Mérkőzés típusa | Mérkőzés                                                         | Eredmény | Nézők száma |
| ----------------- | --------------------------- | --------------- | ---------------------------------------------------------------- | -------- | ----------- |
| 2006. március 15. | Algarve Stadion, Faro-Loulé | döntő           | Német női labdarúgó-válogatott–Amerikai női labdarúgó-válogatott | 0 – 0    | 1000        |

Aktív pályafutását befejezve az Ausztrál labdarúgó-szövetség JB első női oktatója, ellenőre. Az AFC JB instruktora, ellenőre. Az Ázsiai Labdarúgó-szövetség JB Mark Shield társaságában az Év Játékvezetője címmel jutalmazta szakmai munkájukat.